# Stenetrium esquartum
Stenetrium esquartum är en kräftdjursart som först beskrevs av Schultz 1982.  Stenetrium esquartum ingår i släktet Stenetrium och familjen Stenetriidae. Inga underarter finns listade i Catalogue of Life.